# Ranggi/Asam
Ranggi/Asam is een bestuurslaag in het regentschap Bangka Barat van de provincie Bangka-Belitung, Indonesië. Ranggi/Asam telt 2344 inwoners (volkstelling 2010).